# 13760 Rodriguez
13760 Rodriguez è un asteroide della fascia principale. Scoperto nel 1998, presenta un'orbita caratterizzata da un semiasse maggiore pari a 2,5575105 UA e da un'eccentricità di 0,1717643, inclinata di 2,84278° rispetto all'eclittica.